# Gymnogryllus compactus
Gymnogryllus compactus är en insektsart som först beskrevs av Walker, F. 1869.  Gymnogryllus compactus ingår i släktet Gymnogryllus och familjen syrsor. Inga underarter finns listade i Catalogue of Life.